# Родригес, Андрес
А́ндрес Родри́гес Педо́тти (исп. Andrés Rodríguez Pedotti, 19 июня 1923, Борха, департамент Гуайра, Парагвай — 21 апреля 1997, Нью-Йорк, США) — парагвайский генерал, военный и государственный деятель. Один из ведущих деятелей стронистского режима, сподвижник Альфредо Стресснера. В 1989 году возглавил военный переворот и свержение Стресснера. Временный президент с 3 февраля по 15 мая 1989, президент Парагвая с 15 мая 1989 по 15 августа 1993. Провёл в Парагвае ряд демократических реформ.

## Военная карьера
Родился в семье кузнеца, активиста Либеральной партии. Его отец был испанского происхождения, мать — из итальянских иммигрантов.
В 1946 окончил военное училище в звании младшего лейтенанта. Служил в сухопутных войсках. В 1947 участвовал в гражданской войне на стороне правых сил и правительства Мориниго.

## Сподвижник Стресснера
5 мая 1954 в Парагвае произошёл военный переворот, к власти пришёл генерал Альфредо Стресснер. Капитан Родригес решительно поддержал новый режим и был приближен к президенту А. Стресснеру.
С 1964 полковник, с 1970 — генерал. С 1981 командовал 1-м армейским корпусом — наиболее оснащённым соединением вооружённых сил Парагвая.
Принадлежал к верхушке стронистского режима, был среди его главных столпов и бенефициаров. В некоторые периоды рассматривался как второе лицо государства и потенциальный преемник А. Стресснера. Состоял в руководстве правящей партии Колорадо. Являлся доверенным лицом президента, главным проводником его политики в армейском командовании. Его дочь Марта была замужем за сыном диктатора Альфредо Стресснером-младшим. В преддверии выборов 1978 на совещании стронистского руководства рассматривался вариант почётной отставки диктатора и выдвижения А. Родригеса в президенты. Однако Стресснер посчитал это преждевременным.
Генерал А. Родригес был также крупным предпринимателем, одним из самых богатых людей Парагвая. Ему принадлежали все пункты обмена валюты в стране. Он владел также пивоварней и предприятиями пассажирских перевозок. Существуют данные о его активном участии в контрабанде виски и табачных изделий. Американские СМИ обвиняли Родригеса в причастности к наркобизнесу.
В то же время, несмотря на близость к диктатору, он не имел прямого и непосредственного отношения к карательным органам и политическим репрессиям. Это выгодно отличало его имидж от других руководителей режима.

## Во главе заговора
К концу 1980-х в стране в целом и в правящей элите резко выросло недовольство правлением Стресснера. Модернизационный потенциал стронизма был в основном исчерпан. Антикоммунистическая политика утрачивала актуальность на фоне советской перестройки. Американская администрация Р. Рейгана выражала недовольство диктаторским характером режима. Активно оппозиционную позицию занимала католическая церковь Парагвая.
Резко обострились отношения внутри правящей верхушки. В жёстком противостоянии сошлись армейское командование и Cuatrinomio de oro («Золотой квадрат»), группа ближайших сподвижников Стресснера из правительства и личной канцелярии. Этот конфликт принял такие формы, что мог быть разрешён только силовым столкновением. Раздражение генералов и функционеров «традиционалистской фракции» партии Колорадо вызывала активность правых радикалов и партийных милиций, ориентированных на «Золотой квадрат» и карательные службы МВД. Военные и «традиционалисты» категорически отвергали план передачи президентской власти по наследству сыну диктатора Густаво Стресснеру. Они считали целесообразным полное отстранение от власти стресснеровского клана и определённую либерализацию политической системы.
Генерал Родригес вполне разделял эти настроения. Через свою дочь Марту и её мужа Альфредо Стресснера-младшего он пытался убедить президента добровольно уйти в отставку. Но эти попытки не дали результата.
Военный заговор против Стресснера начал складываться с 1987. Во главе заговорщиков стояли генералы А. Родригес, Лино Овьедо, полковники Ф. Балмори, Л. Каррильо Мельо, М. Гонсалес, Х. Сеговиа Болтес. Идейным вдохновителем выступал бывший министр внутренних дел Эдгар Инсфран — в молодости ультраправый активист, затем организатор репрессий и карательных операций, фанатично преданный Стресснеру, но после отставки сильно эволюционировавший в демократическом направлении. Практически все заговорщики были, подобно Родригесу, близкими сподвижниками Стресснера.
В начале 1989 года президент Стресснер, из соображений финансовой стабилизации, распорядился закрыть все обменные пункты. Это означало удар по основному бизнесу А. Родригеса.

## Военный переворот
Вечером 2 февраля 1989 пехотные и бронетанковые части под командованием А. Родригеса окружили и атаковали ключевые административные здания и военные объекты в Асунсьоне. Он лично командовал танковым полком, штурмовавшим президентский дворец. Попытка сразу арестовать Стресснера не удалась: охрана президента вступила в бой, Стресснеру удалось скрыться штаб-квартире главнокомандования под защитой полка президентского сопровождения. В ночных перестрелках с обеих сторон погиб 31 человек, 58 были ранены.
Интересно, что Стресснер обратился к соратникам с призывом: «Спасайте Родригеса!» Он не сразу поверил, когда сын Густаво сообщил ему имя лидера мятежа. Переговоры о капитуляции стресснеровской стороны Родригес лично вёл с генералом А. Фретесом Давалосом. Около половины четвёртого утра, видя подавляющее превосходство мятежников, Альфредо Стресснер сдался и подписал документ о своей отставке с передачей власти командованию вооружённых сил. Через день он был выслан в Бразилию.
В полночь 3 февраля 1989 А. Родригес выступил с обращением к нации, вечером того же дня — вторично, уже в качестве временного президента. Он сообщил об отстранении Стресснера от власти, пообещал демократические реформы, соблюдение прав человека, защиту романских и католических традиций Парагвая. Было особо сказано о полной свободе выражения мнений, отказе от политических привилегий партии Колорадо и уважительном сотрудничестве с католической церковью.
Руководство партией Колорадо принял на себя лидер «традиционалистов» Луис Мария Арганья, ставший министром иностранных дел Парагвая и выразивший благодарность вооружённым силам и лично генералу Родригесу за установление мира и свободы в Парагвае. (При этом в партийном заявлении было сказано о следовании традициям колорадских ополчений Py Nandi и Guión Rojo). В Асунсьоне прошла 50-тысячная демонстрация в поддержку новых властей.

## Президентское правление
Президент А. Родригес сформировал новое правительство, отменил осадное положение, которое действовало без перерыва более 30 лет и смертную казнь. Были освобождены политзаключённые, арестованы члены «Золотого квадрата», ряд сотрудников тайной полиции, известных особой жестокостью. Выведены из партийного руководства радикальные сторонники свергнутого диктатора, типа Р. Акино. За коррупцию и применение пыток в разное время привлекались к ответственности крупные функционеры стронизма — например, министры С. Монтанаро, Э. Хаке, чины тайной полиции П. Коронель, А. Буэнавентура (в то же время А. Родригес оставил на службе некоторых не менее одиозных силовиков из полиции и госбезопасности — Р. Дуарте Вэру, А. Кампоса Алума).
Многие ожидали, что А. Родригес установит собственную диктатуру стресснеровского типа. Эти опасения не оправдались.
1 мая 1989 прошли всеобщие выборы с соблюдением правовых норм. Оппозиция получила широкие организационные и пропагандистские возможности, за единственным исключением компартии. Президентом был избран Родригес (74,2 % голосов против 20,2 % у оппозиционера Д. Лаино), более 80 % мест в парламенте опять получила Колорадо. Выборы были признаны в мире легитимными и демократическими.
15 августа 1989 А. Родригес вступил в должность президента Парагвая. При этом он оставался на военной службе и впервые в военной истории Парагвая получил звание генерала армии.
В целом за годы его президентства в Парагвае утвердились нормы представительной демократии. 22 июня 1992 им был подписан закон о вступлении в силу новой конституции, гарантировавшей гражданские права и политические свободы, ограничившей президентское правление одним пятилетним сроком.
Экономика носила неолиберальный характер. Стратегом и координатором экономической политики выступал либеральный технократ Эладио Лойзага, занимавший пост главы аппарата правительства. Были приватизированы структуры, имевшие при Стресснере статус государственных компаний. Результаты имели двойственный характер. С одной стороны, в Парагвае отмечался заметный экономический рост, с другой — серьёзный финансовый кризис.
Международная политика А. Родригеса основывалась на участии в Меркосур. Новое правительство отошло от односторонней ориентации на Бразилию, развивало отношения с Аргентиной, Уругваем, Боливией. Демократический транзит позволил урегулировать обострившиеся в последний период прежнего режима отношения с США.
Оборотной стороной этого периода являлась государственная «наркополитика», получившая, по ряду оценок, ещё бо́льшие масштабы, чем при Стресснере. Официальных подтверждений не оглашалось, но медиа-расследователи квалифицировали А. Родригеса как главу мощной системы транснационального наркотрафика.

## Завершение президентства
Президентский срок Андреса Родригеса завершился 15 августа 1993 (преемником Родригеса стал министр его правительства Хуан Карлос Васмоси). Уволившись в тот же день из армии, он стал пожизненным сенатором. Его популярность к концу правления была весьма высока.
Скончался от рака печени в нью-йоркской больнице в возрасте 73 лет.

## Личность и семья
По отзывам сослуживцев, обладал яркой харизмой, пользовался в армии высоким авторитетом и всеобщим уважением. Его стиль командования характеризовался как «отеческий». Считается, что никто другой не мог бы возглавить переворот, потому что только по приказу Родригеса войска соглашались подняться на мятеж против Стресснера.
Андрес Родригес был женат, имел трёх дочерей.
Родригес был двоюродным братом футболиста и тренера Модесто Брии. Их матери были родными сёстрами.